# Vlhkost
Vlhkost označuje přítomnost tekutiny, zpravidla vody, v látce pevného či plynného skupenství. Velmi často je termín vlhkost zaměňován s vlhkostí vzduchu, což je však pouze jeden z typů vlhkosti jako takové. Kromě vzduchu lze totiž vlhkost měřit také například v jídle nebo půdě. Významným zdrojem vlhkosti je například sušina a vyskytovat se může mimo jiné typicky i v pracích prášcích. Podíl vlhkosti v daném produktu je často zásadním ukazatelem jeho kvality; v některých případech může být problematická vlhkost příliš vysoká, v jiných naopak příliš nízká. 
V některých potravinách je určitá vlhkost (tj. obsah vody) zcela záměrný, aby snížil jejich kalorickou hodnotu. Naopak pro výrobu pelet je snahou jejich producenta snížit podíl vody na naprosté minimum, aby při jejich hoření nedocházelo k nadbytečnému vzniku kouře. 
Vědní disciplínou, která se měřením vlhkosti zabývá, je akvametrie. Ta k tomuto účelu využívá celou řadu různých metod, jako například její měření pomocí rádiových vln, elektromagnetického pole, kapacitních metod, ale i tradiční metody tzv. vážení a sušení. 